# Aptera fusca
Aptera fusca är en kackerlacksart som först beskrevs av Carl Peter Thunberg 1784.  Aptera fusca ingår i släktet Aptera och familjen jättekackerlackor. Inga underarter finns listade i Catalogue of Life.

## Bildgalleri

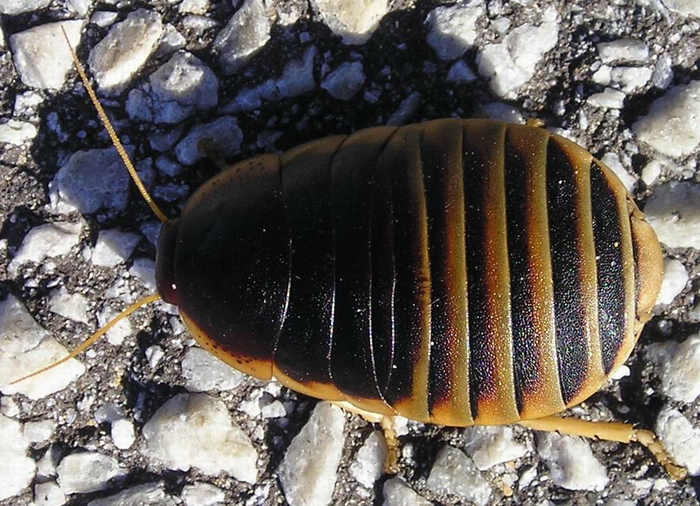